# Ivan II. (III.) Aleksandrijski
Papa Ivan II. (III.) Aleksandrijski, je 36. papa Aleksandrije i patrijarh svetog Trona sv. Marka. 

## Dvojba oko imena
Istočna pravoslavna crkva ga, nakon smrti njegovog prethodnika pape Ivana I. (II.) (496. – 505. AD) navodi kao papu pod imenom Ivan III. čime potvrđuju priznavanje papinstva pape Ivana I. Talaie (481. – 482. AD), dok ga koptska crkva navodi kao Ivana II. jer ne priznaju, te odbacuju, kalcedonca Ivana I. Talaiju kao svoga papu.

## Život
Nakon smrti pape Ivana I. (II.) 29. travnja 505. AD, biskupi Aleksandrije su se sastali sa svećenicima i vjernicima i 29. svibnja 505. AD izabrali Ivana za papu Aleksandrije pod imenom Ivan II. (III.).
Ivan je bio redovnik koji je bio posvećen vjeri i kršćanstvu, i živio je samotnjački život u pustinji sve dok nije bio proglašen papom i patrijarhom Aleksandrije.
Bio je poznat kao autor mnogih hagiografskih spisa i propovijedi.

Bio je suvremenik rimskog cara Anastazija I., koji je preferirao ne-kalcedonske crkve, te Severa Antiohijskog, prvaka miafizitizma u Siriji.

## Vjerovanje pape Ivana
Sačuvano je pismo Severa Antiohijskog o prirodi Krista koje je napisao papi Ivanu, a koje glasi:
"Isus Krist je, nakon sjedinjenja s tijelom, postao jedna priroda s jednom voljom bez odvojivosti, i vjerujem u istu onu vjeru (koju je propovijedao) pape Ćirila i pape Dikosura."

Ivan je odgovorio porukom koja je svjedočila jedinstvu Božje suštine i Njegovog trojstva. Također je proklamirao da je utjelovljenjem vječnog Sina Božjega, Božanska i ljudska priroda postala jedna, a ne više dvije prirode, bez razdvajanja, miješanja ili nedoumice. On je anatemizirao one koji razdvajaju dvije prirode, one koji ih pobrkaju i one koji su rekli da je trpeći razapeti Krist bio samo čovjek, kao i one koji kažu da je Njegova Božanska narav također trpjela i umrla. Rekao je da pravoslavna vjera treba ispovijedati Božju Riječ koja je propatila od tijela s kojim se sjedinila.

Isto kao i njegov prethodnik Ivan I. (II.) Aleksandrijski, bio je čvrst protivnik kalcedonskog vjerovanja i nastavio je održavati zajedništvo s onima koji su prihvatili Henotikonski edikt bizantskog cara Zenona, a sve, sljedeći put svoga pretodnika, bez nametanja formalne anateme na kalcedonsko vjerovanje. Na taj je način u velikoj mjeri nastavio održavati crkvu u miru.

## Ostavština
Tijekom vremena kroz koje je obavljao dužnost pape i patrijarha aleksandrijskog, pored brige za vjernike i širenja evanđelja, vodio je brigu i o održavanju i građenju novih crkava.

## Odlazak
Ivan II. je ostao na Tronu sv. Marka točno jedanaest godina i sedam dana i onda otišao u miru. Sahranjen je u crkvi sv. Marka u Aleksandriji.

## Vanjske poveznice
- Papa Ivan II. (III.) (arapski)
- Popis aleksandrijskih patrijarha
- Ivan II.
- Odlazak sv. Ivana II.
- Lista papa Aleksandrije

| Koptske pape Aleksandrije | Koptske pape Aleksandrije           | Koptske pape Aleksandrije |
| ------------------------- | ----------------------------------- | ------------------------- |
| prethodnik Ivan I. (II.)  | Aleksandrijske pape 505. - 516. AD. | nasljednik Dioskur II.    |